# NGC 4518B
NGC 4518B је спирална галаксија у сазвежђу Девица која се налази на NGC листи објеката дубоког неба.
Деклинација објекта је + 7° 50' 4" а ректасцензија 12h 33m 10,5s. Привидна величина (магнитуда) објекта NGC 4518 износи 14,2 а фотографска магнитуда 15,0. NGC 4518B је још познат и под ознакама MCG 1-32-94, CGCG 42-149, VCC 1480, PGC 41666.